# Jõgeva
Jõgeva (německy Laisholm) je estonské město v kraji Jõgevamaa a zároveň správní centrum tohoto kraje. Jõgeva obdržela městská práva 1. května 1938.
17. ledna 1940 zde byla naměřena nejnižší teplota v Estonsku: −43,5 °C.

## Galerie

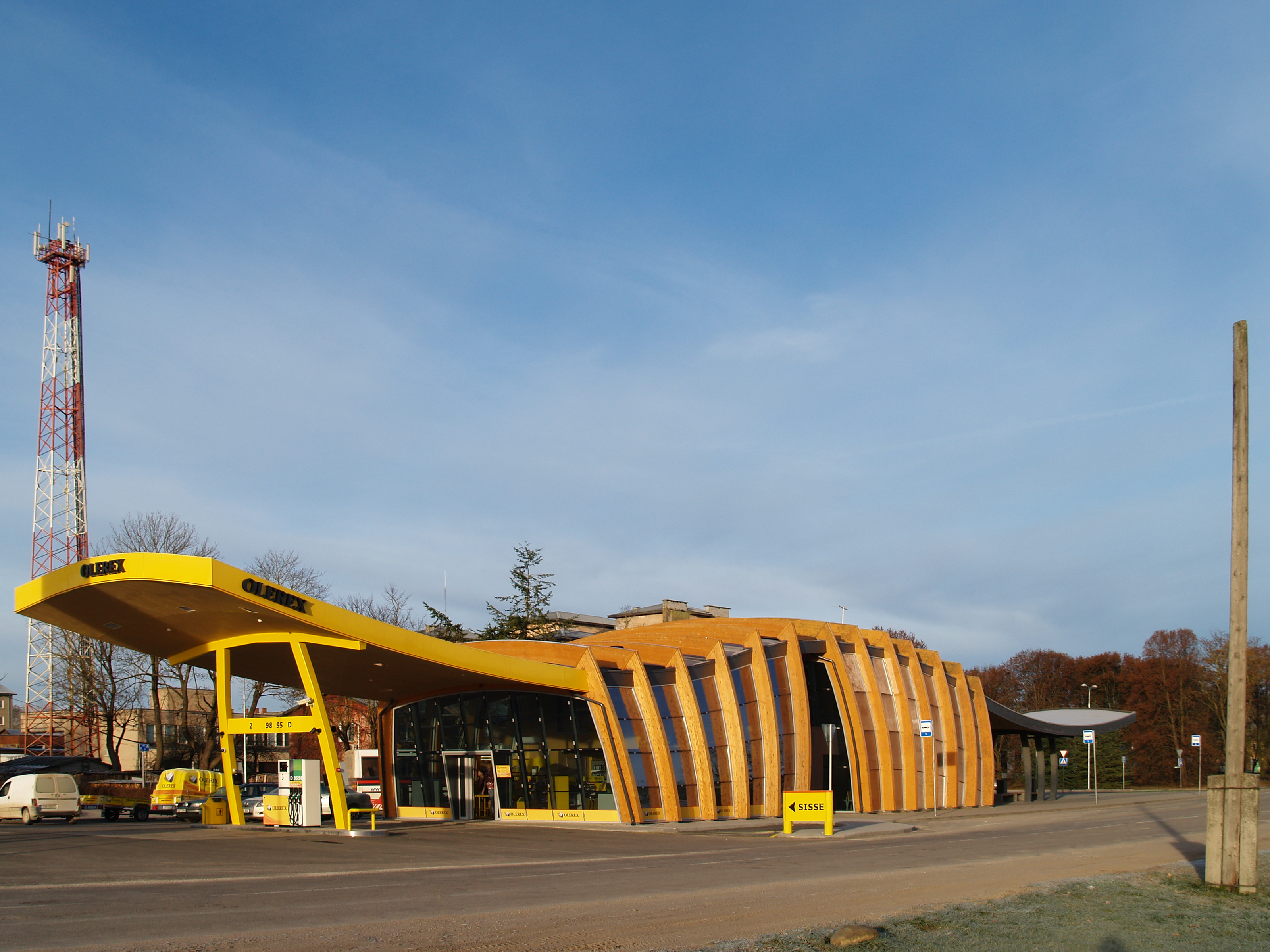
Autobusové nádraží
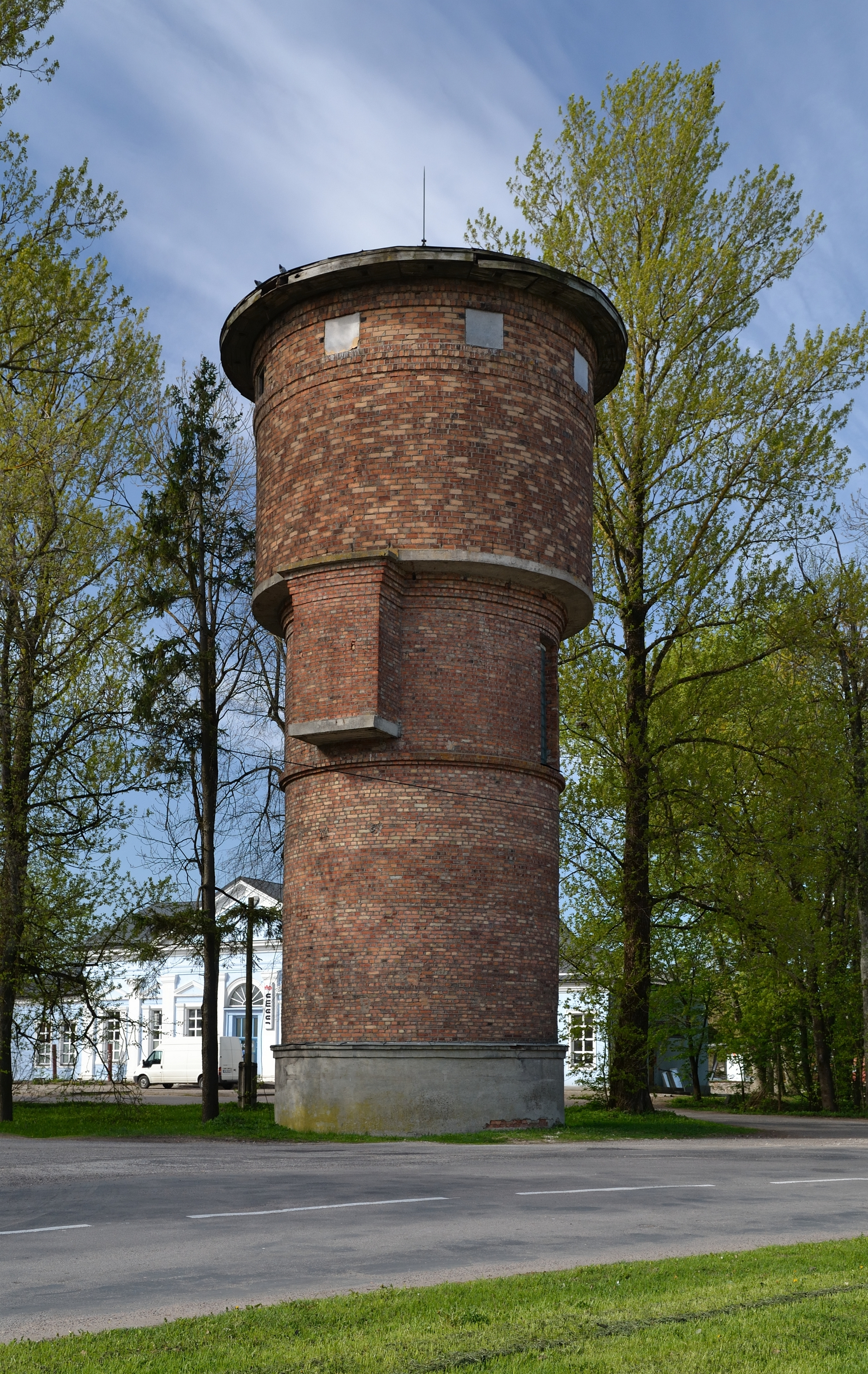
Vodárna
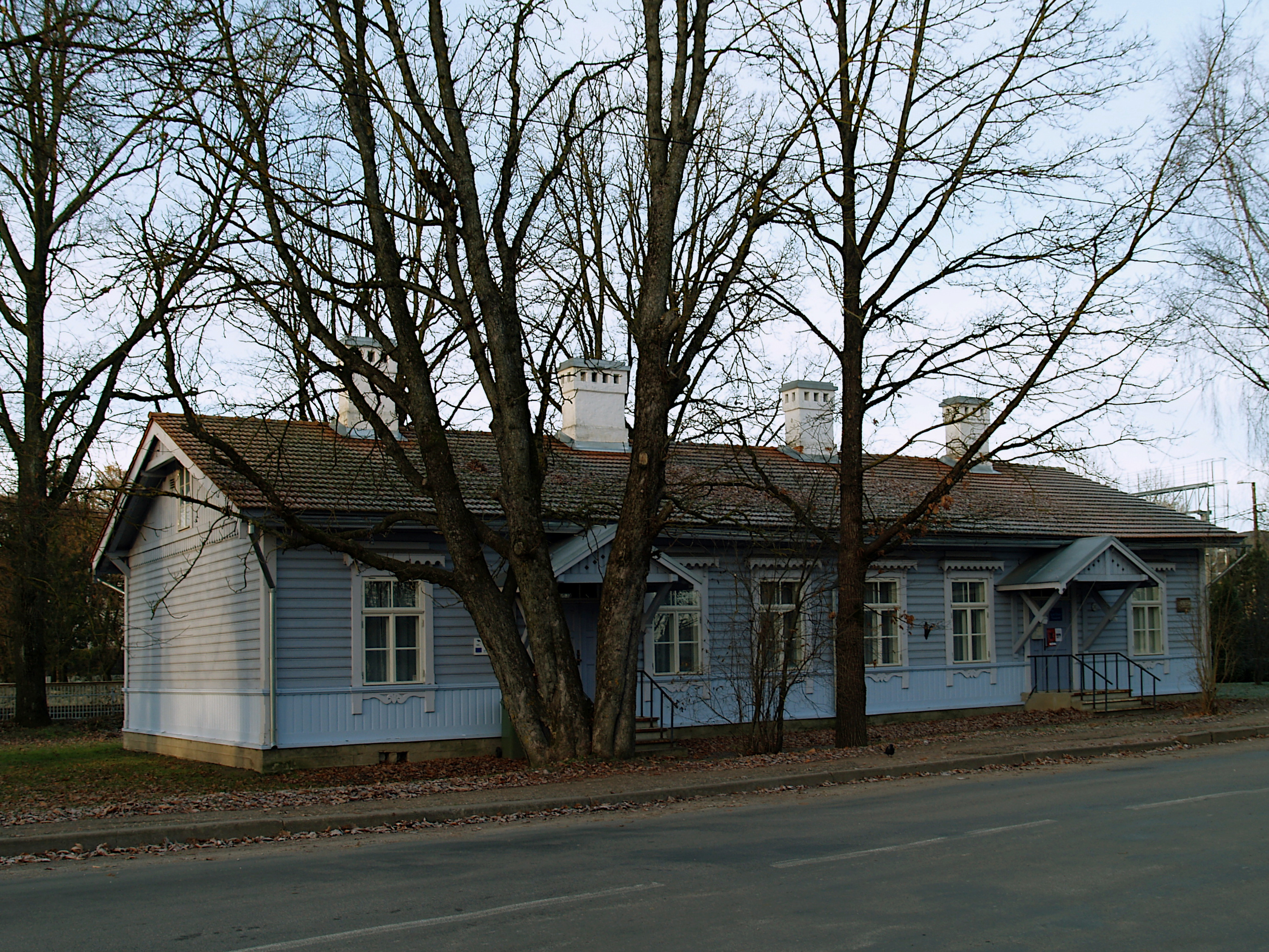
Muzeum Betti Alverové
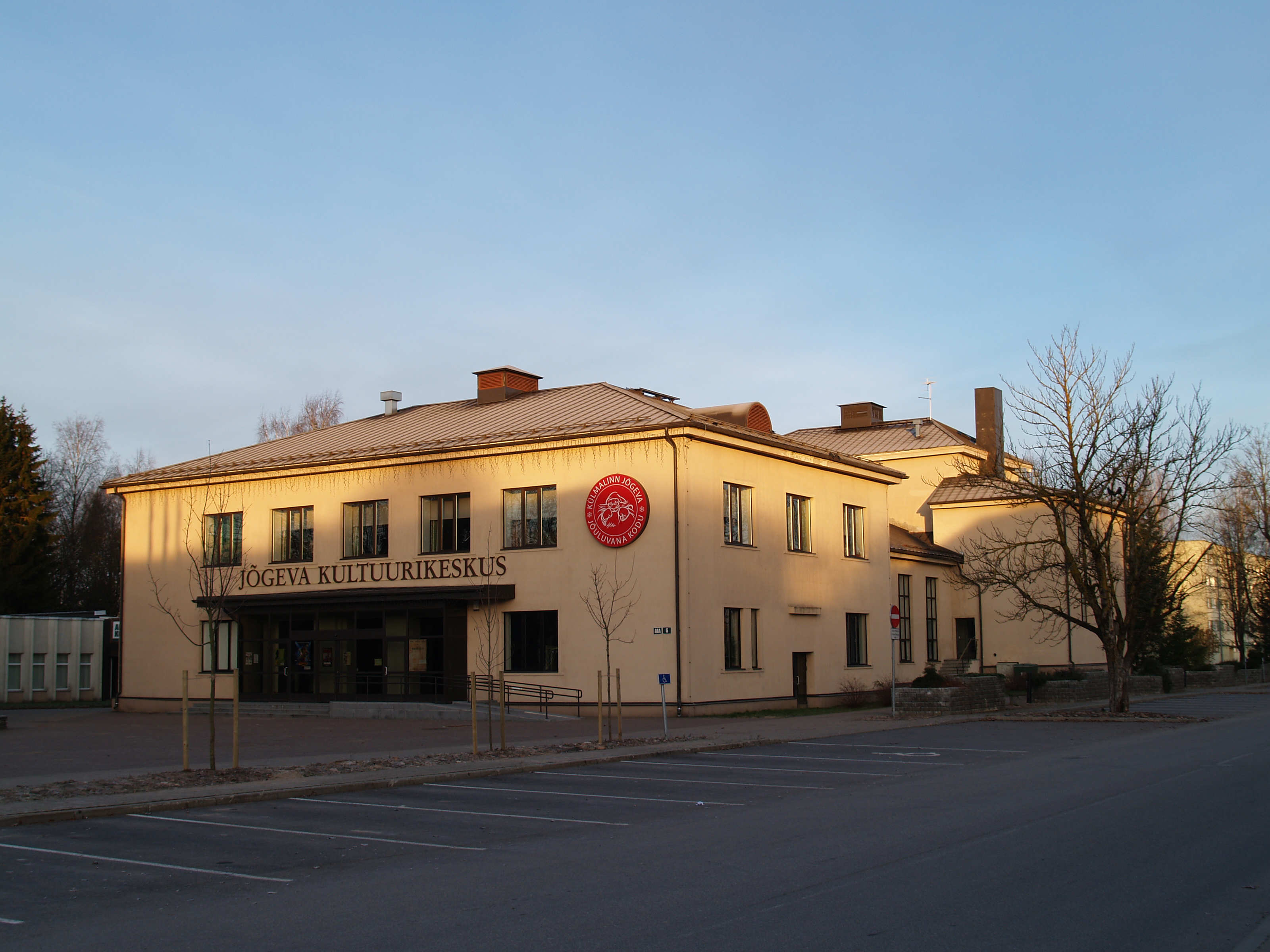
Kulturní středisko
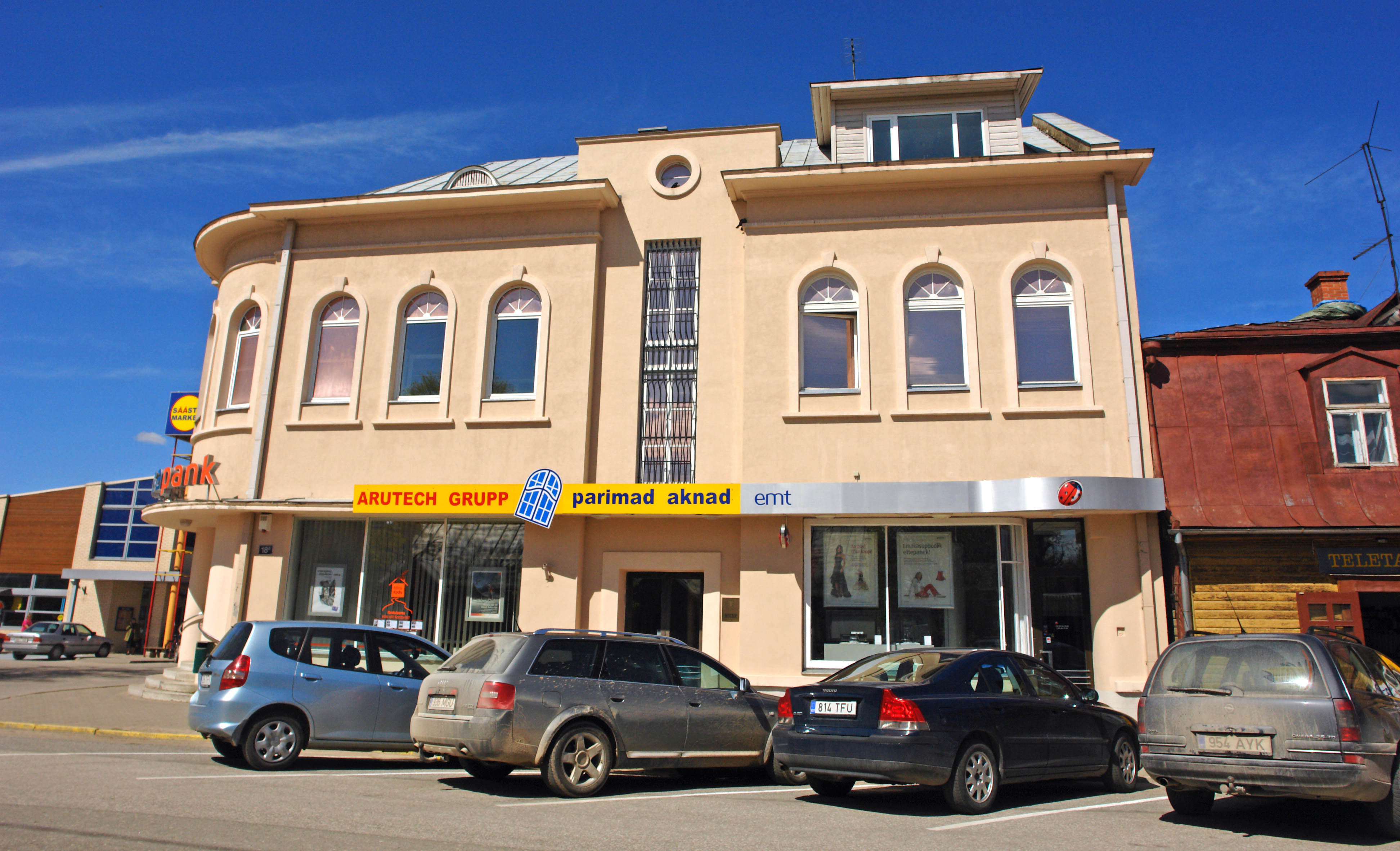
Budova banky

## Partnerská města
- Keuruu, od 9. května 1991
- Karlstad, od 9. května 1992
- Kaarina, od 21. ledna 2005